# Rudolf Steinbüchler
Rudolf Steinbüchler (* 12. Februar 1901 in Linz; † 11. Oktober 1985 in Eferding) war ein österreichischer Maler.

## Leben, Ausbildung und Wirken
Steinbüchler besuchte ab 1921 die Malschule bei Matthias May in Linz und studierte anschließend von 1926 bis 1933 Freskomalerei an der Akademie der bildenden Künste München bei Franz Klemmer, Ludwig von Herterich, Angelo Jank und Max Doerner. Nach seiner Rückkehr nach Linz war er als freischaffender Künstler tätig und erhielt Aufträge vorwiegend für die Schaffung von Fresken. 1961 übersiedelte er nach Eferding und trat danach kaum noch künstlerisch in Erscheinung.

## Mitgliedschaften
- Innviertler Künstlergilde
- Wiener Secession
- Münchner Secession
- Künstlerhaus Wien (ab 1939)
- Künstlervereinigung MAERZ

## Werke

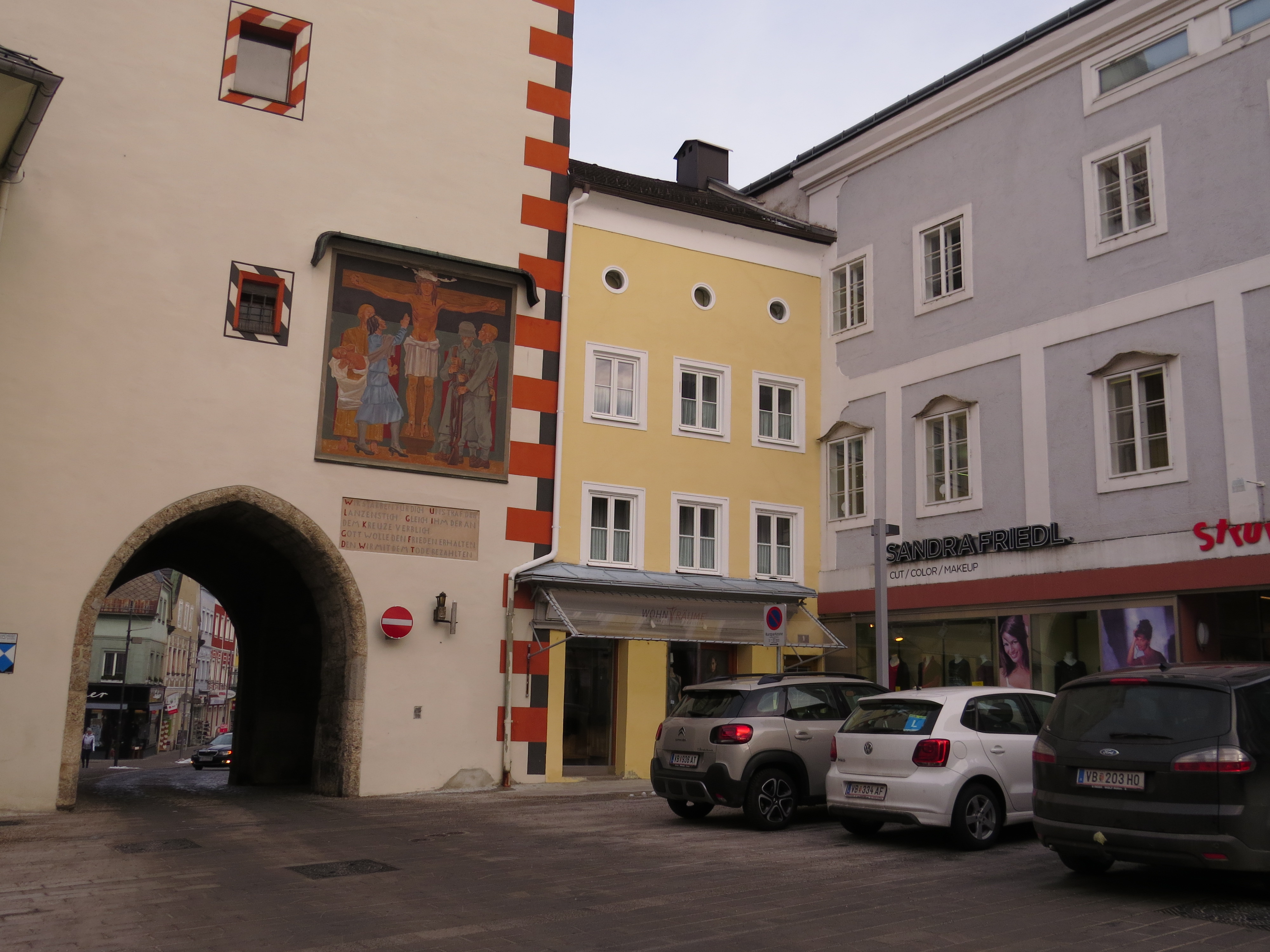
Kriegergedächtnisfresko am Unteren Stadtturm in Vöcklabruck

Seine Monumentmalerei zeigt vor allem Einflüsse der Ausbildung in München und waren einem zeitlosen Expressionismus verbunden. Bekannt wurde er als Freskomaler:
- Kriegergedächtnisfresko am Unteren Stadtturm in Vöcklabruck
- Ennser Stadtturm (nicht realisierte Entwürfe während des Zweiten Weltkriegs)[3]
- Fresken im Hof des Spitals der Barmherzigen Brüder in Linz (zerstört)
- Fresken für das Linzer Bahnhofsgebäude (zerstört)
- Blick über den Schlosspark von Schloss Hagen auf Linz (Öl auf Leinwand, 1947)

## Ausstellungen
Auszüge aus seinem Werk wurden im Rahmen mehrerer Gruppenausstellungen 2008 bis 2011 in Linz gezeigt
- Sonderausstellung Fresko-Entwürfe, Kompositionen, Ölgemälde (Oberösterreichisches Landesmuseum, Katalog, 1952)[5]

## Auszeichnungen
- Albrecht-Altdorfer-Preis (1942)
- Professor h. c.